# Sacha Kunz
Sacha Kunz (* 1978) ist ein Schweizer Rechtsextremist.

## Leben
Sacha Kunz ist von Beruf Maurer. Er ist Vater von zwei Kindern.
Er ist Mitgründer der Organisation Blood and Honour-Schweiz. Im Jahr 2000 gründete er mit Jonas Gysin die rechtsextreme Partei National Orientierter Schweizer (PNOS) in Liestal, deren Präsident er bis 2003 blieb. Im Sommer 2003 trat er aus der Partei aus.
Kunz war darüber hinaus in der rechtsextremen Subkultur aktiv. Er war Besitzer des „Lolo-Versands“, eines Versandhandels für Hooligankleidung in Rheinfelden. Einen geplanten Laden unter demselben Namen konnte er nicht eröffnen. Anschliessend betrieb Kunz seinen Versandhandel unter dem Namen „Sleipnir Records“ in Hölstein. Ab Juli 2004 betrieb er einen Online-Shop. Im März 2006 hat er diesen aufgelöst.
Kunz war Sänger der Balladen-Band „Die Eidgenossen“. Er hatte bereits eine Reihe von Rechtsrock-Konzerten organisiert. Bei der ersten Single der Balladen-Band handelte es sich um drei Lieder mit den Titeln: „Der Freiheit eine Gasse“, „Eidgenossen Harus“ und „Harstlied“.
Nach eigener Aussage will er im September 2006 aus der rechtsextremen Szene ausgestiegen sein. In diesem Prozess wurde er seit längerer Zeit von der Aktion Kinder des Holocaust (akdh) begleitet. Wie ein Bericht der AKDH zeigt, scheint Kunz aber doch nicht ausgestiegen zu sein. So gründete er auf Facebook eine PNOS-Gruppe und besuchte das Fest der Völker 2009. Im Oktober 2009 sah der Verein daher den Ausstieg als gescheitert an. 2012 berichtete 20 Minuten, dass Kunz auf Facebook rechtsextreme Posts und Musik verbreitet.

## Gerichtsverfahren
Von Oktober 1999 bis Juni 2002 war Kunz in sechs Fällen in tätliche Auseinandersetzungen verwickelt, die teils Verletzte forderten. 2003 wurde er in Liestal wegen einfacher Körperverletzung und Tätlichkeiten zu einer Bewährungsstrafe von 16 Monaten und 15 Tagen verurteilt. Die Gerichtspräsidentin beurteilte Kunz als „extrem gewalttätig“ und rücksichtslos. In zwei Fällen wurden den Opfern Genugtuungssummen von 1000 und 2000 Franken gesprochen.
2006 wurde Kunz in Deutschland wegen «Verbreitung von Propagandamitteln verfassungswidriger Organisationen» zu einer Busse von 3600 Euro verurteilt. Das Amtsgericht Ludwigsburg entschied, dass 2000 Stück einer von Kunz produzierten CD einer deutschen Naziskin-Band eingestampft werden müssen, da mehrere Liedtexte auf dem Index stehen, weil diese volksverhetzend sind. Kunz versucht (Stand 2006) in der Schweiz ein Geschäft mit der Herstellung und dem Vertrieb rechtsextremistischer Musik aufzubauen, er  betreibt die «White Revolution Records».